# Гогенцоллерн-Зигмаринген
Гогенцо́ллерн-Зи́гмаринген (нем. Hohenzollern-Sigmaringen) — монархия (историческое государство), графство, с 1623 года княжество, существовавшее в 1576—1850 годах в Священной римской империи, на юго-западе современной Германии, управлявшееся младшей линией швабской ветви династии Гогенцоллернов.

## История
Графство Гогенцоллерн-Зигмаринген было образовано в 1576 году в результате наследственного раздела графства Цоллерн. Когда последний цоллернский граф, Карл I (1512—1579), умер, территория графства была поделена тремя его сыновьями. Название ветвь получила по родовому замку Зигмаринген в Швабии.
Гогенцоллерн-Зигмарингены и родственные им представители старшей линии, Гогенцоллерн-Гехингены, оставались католиками, в отличие от бранденбургской ветви дома, правившей в Пруссии. До 1623 года главы семейства были владетельными графами, а затем получили княжеский титул.
В 1833 году князь Карл дал государству (стране) конституцию, но тяжёлые налоги (с 1818 года по 1848 год они ушестерились) вызвали в 1848 году революцию. Князь отрекся от престола в пользу своего сына Карла Антона, но и тот не мог успокоить волнений в государстве, и для успокоения народа страна была занята прусскими войсками, и 7 декабря 1849 года князь уступил её Пруссии. Княжество Гогенцоллерн-Зигмаринген было аннексировано Пруссией и впоследствии вошло в состав Прусского королевства и Германской империи.
Старший из сыновей Карла Антона, Леопольд, был в 1870 году выбран кортесами в испанские короли, но от короны отказался; тем не менее, его избрание послужило поводом к франко-прусской войне.
Второй сын, Карл, в 1866 году стал князем (впоследствии королём) Румынского королевства как Кароль I; его потомки правили в стране до 1947 года.

## Правители

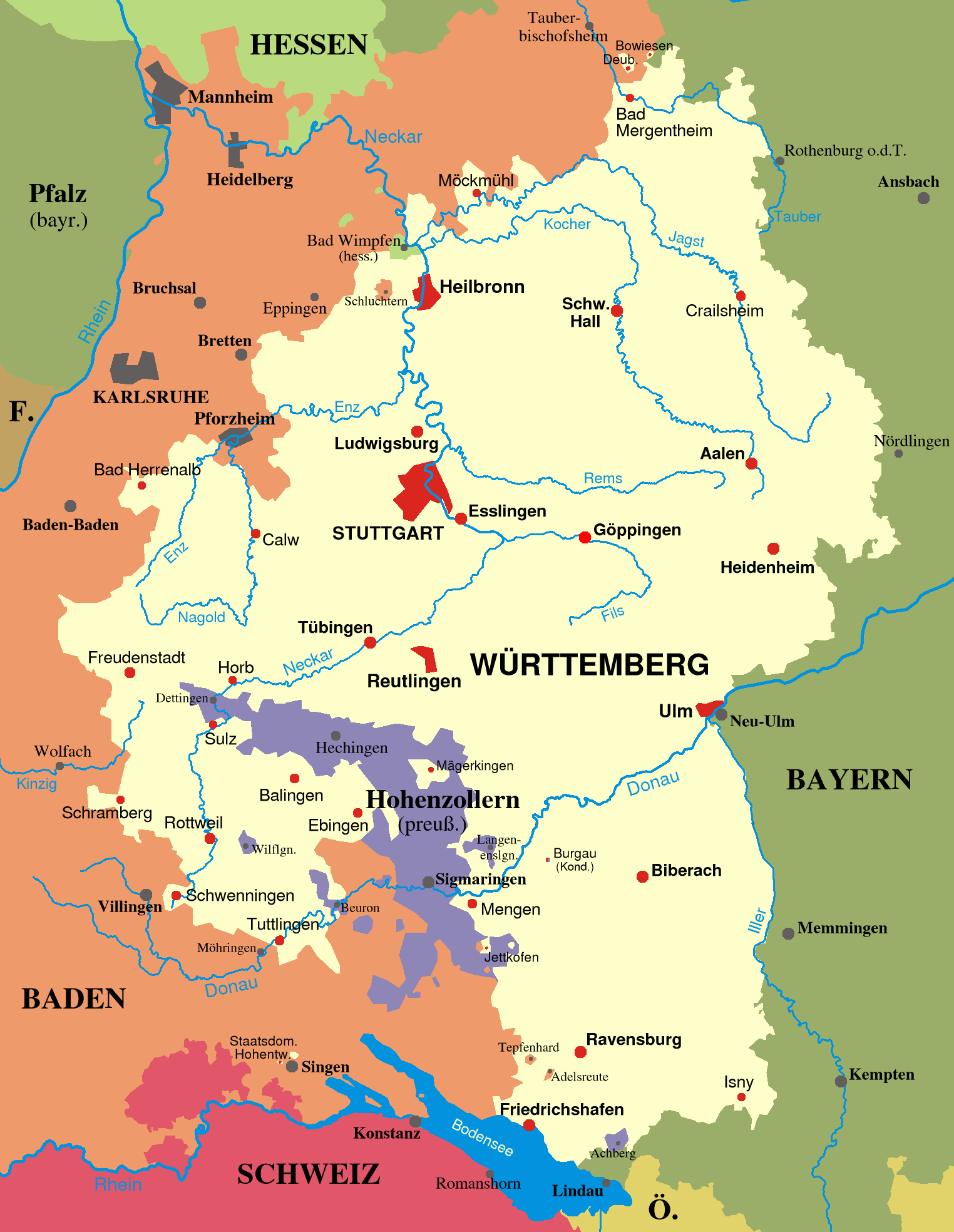
Гогенцоллерн после присоединения к Пруссии

### Гогенцоллерн-Зигмаринген
- 1576—1606 — Карл II (*1576, †1606)
- 1606—1638 — Иоганн (*1578, †1638); граф до 1623, после — князь
- 1638—1681 — Мейнрад (*1605, †1681)
- 1681—1689 — Максимилиан (*1636, †1689)
- 1689—1715 — Карл Мейнрад (*1673, †1715)
- 1715—1769 — Иосиф (*1702, †1769)
- 1769—1785 — Карл Фридрих (*1724, †1785)
- 1785—1831 — Антон Алоис (*1762, †1831)
- 1831—1848 — Карл Антон Фридрих (*1785, †1853)
- 1848—1849 — Карл Антон (*1811, †1885)

#### Претенденты на трон
- Карл Антон (*1811, †1885)
- Леопольд (*1835, †1905)
- Вильгельм (*1864, †1927)
- Фридрих (*1891, †1965)
- Фридрих Вильгельм (*1924, †2010)
- Карл Фридрих (*1952)
- Александр (*1987)

Предыдущий глава княжеского дома Гогенцоллерн-Зигмаринген (с 1965 года) — князь Фридрих Вильгельм (3 февраля 1926 — 16 сентября 2010). Был женат с 1951 года на Маргарите Лейнинген (1932—1996) — дочери Княгини Императорской крови Марии Кирилловны, в замужестве принцессы Лейнингенской.
Дети:
- Карл Фридрих (род. 20 апреля 1952)
- Альбрехт Йоханн (род. 3 августа 1954)
- Фердинанд Мария (род. 14 февраля 1960) Родовой замок Зигмаринген

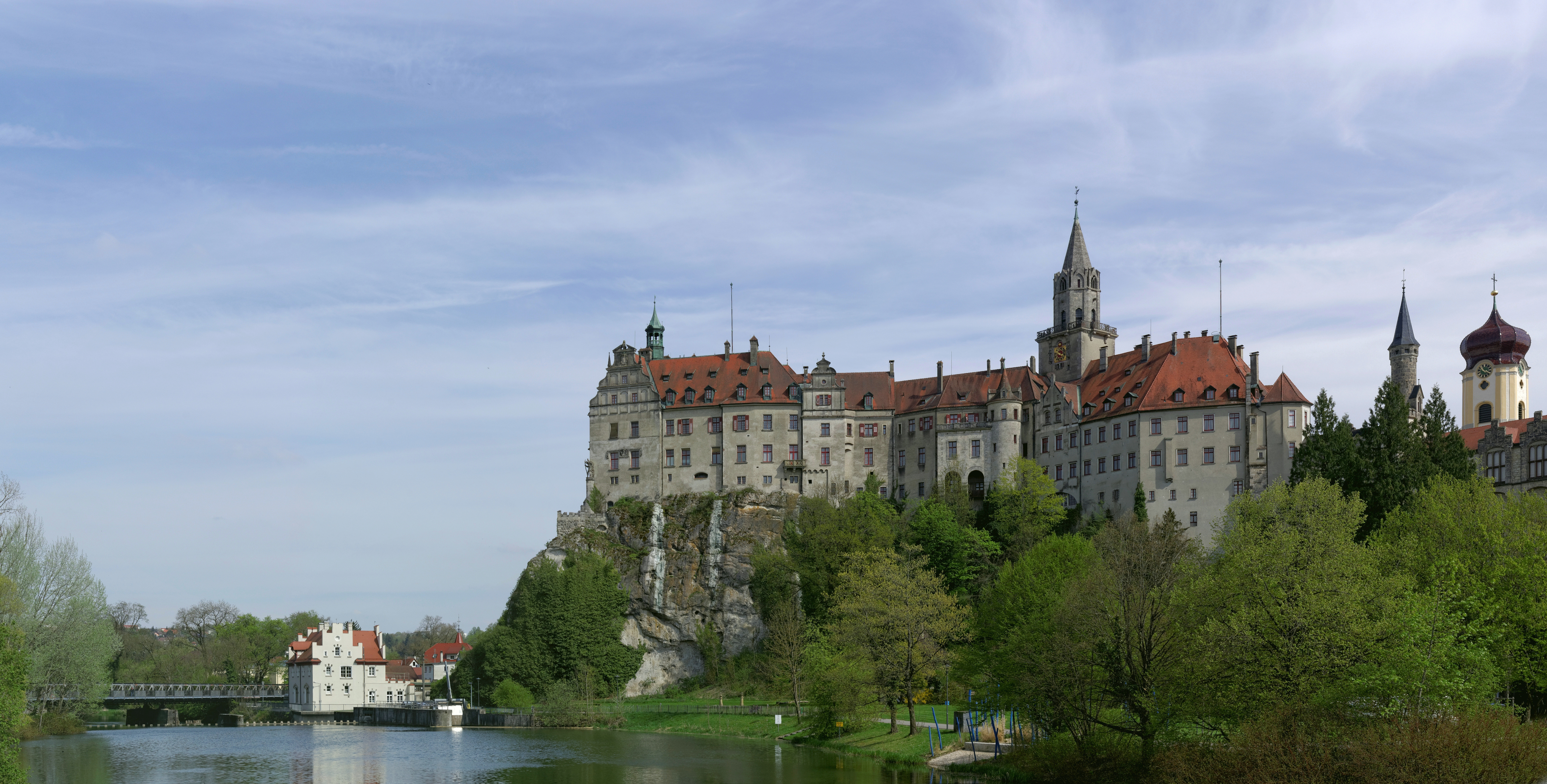
Родовой замок Зигмаринген

Нынешний глава — Карл Фридрих — с 1985 года по 2010 годы был женат на графине Александре Шенк фон Штауффенберг, которая родила ему четверых детей. После развода женился на фотографе Катарине де Цомер.

### Румыния
- 1866—1914 — Кароль I; князь до 1881 года, после — король
- 1914—1927 — Фердинанд I
- 1927—1930 — Михай I
- 1930—1940 — Кароль II
- 1940—1947 — Михай I